# Danielle Lappage
Danielle Suzanne Lappage (Olds, 24 de septiembre de 1990) es una deportista canadiense que compite en lucha libre. Ganó una medalla de plata en el Campeonato Mundial de Lucha de 2018, en la categoría de 65 kg.

## Palmarés internacional
| Campeonato Mundial | Campeonato Mundial | Campeonato Mundial | Campeonato Mundial |
| Año                | Lugar              | Medalla            | Categoría          |
| ------------------ | ------------------ | ------------------ | ------------------ |
| 2018               | Budapest (Hungría) | Medalla de plata   | 65 kg              |